# Треп је мртав
Треп је мртав је студијски мини-албум Пабла Кенедија. Албум је издат 12. јануара 2019. за продукцијску кућу Аристократ музик. На албуму се налази седам песама, које самостално изводи Пабло Кенеди, а само се на песми „УВ” као гост појављује Ђорђе Гргуровић Грзи. Продуцент албума је Милош Мијаиловић (Papi Jaaz), док је микс и мастеринг радио Грзи.
Пабло Кенеди, кроз песме на овом мини-албуму, критикује тренутно популарну и општеприсутну треп музику, описујући у песмама своје ставове и пародирајући препознатљиву жанровску тематику.
У јуну 2023. године Кенди је изјавио да је овај мини-албум представљао шалу и да није критиковао цео треп покрет јер, како је он навео, и сам слуша треп музику. Он је овим ЕП-ом желео да критикује пренагалшени комерцијални треп који се, зарад комерцијалних успеха, значајно одвојио од изворне матице и припојио масовној публици. Он је рекао да у српском треп свету огромна већина песама је само „гас и ложење” у коме нема много емоција, а све како би то „клинци” лакше разумели. Чак и у самом албуму постоје неколико треп песама.

## Списак песама
1. UV (ft. Грзи)
2. Папагаји
3. Ореоли
4. Кубизам
5. Литвански треп
6. Треп је мртав
7. Милионерка